# Liste der Monuments historiques in Saint-Prouant
Die Liste der Monuments historiques in Saint-Prouant führt die Monuments historiques in der französischen Gemeinde Saint-Prouant auf.

## Liste der Bauwerke
| Bezeichnung               | Beschreibung                                     | Standort | Kennzeichnung | Schutzstatus | Datum | Bild           |
| ------------------------- | ------------------------------------------------ | -------- | ------------- | ------------ | ----- | -------------- |
| Priorat der Grammontenser | Erbaut in der ersten Hälfte des 13. Jahrhunderts | (Lage)   | PA00110263    | Inscrit      | 1987  | weitere Bilder |

## Liste der Objekte
- Monuments historiques (Objekte) in Saint-Prouant in der Base Palissy des französischen Kultusministeriums